# Das Schweizer Buch

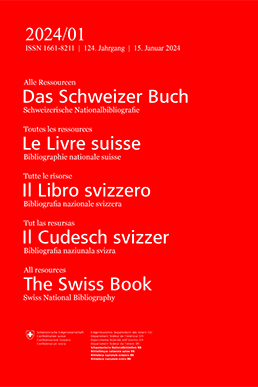
Umschlag von Das Schweizer Buch, der schweizerischen Nationalbibliografie

Das Schweizer Buch ist die schweizerische Nationalbibliografie und wird von der Schweizerischen Nationalbibliothek (NB) seit 1901 herausgegeben. Das Schweizer Buch umfasst die in der Schweiz und im Ausland in gedruckter und / oder elektronischer Form erschienenen Schweizer Publikationen (kommerziell und nicht-kommerziell) – die Helvetica – gemäss den Sammelleitlinien der NB.

## Titel und Aufbau

### 1901–1942: Bibliographisches Bulletin
Die Schweizerische Landesbibliothek (SLB) – so lautete bis Ende 2006 der deutsche Name der Schweizerischen Nationalbibliothek – gab von 1901 bis 1942 das Bibliographische Bulletin der Schweizerischen Landesbibliothek = Bulletin bibliographique de la Bibliothèque nationale Suisse heraus. Von 1901 bis 1916 erschien das Bulletin unregelmässig. Die verzeichneten Dokumente sind alphabetisch geordnet. Ab 1916 erschien es monatlich. Die Titel sind nach Sachgruppen geordnet; es besteht ein Autorenregister. Neben der Bibliografie enthält das Bulletin einen redaktionellen Teil mit Anzeigen und Rezensionen. Jährlich erschienen Verfasser- und seit 1938 Sachregister.

### 1943–: Das Schweizer Buch
Ab 1943 wurde das Bibliographische Bulletin unter dem Titel Das Schweizer Buch = Le Livre suisse = Il libro svizzero fortgeführt. Die Jahrgangszählung des Bibliographischen Bulletins wird fortgeführt. Bis 1975 wurden zwei Serien publiziert: A. Erscheinungen des Buchhandels, halbmonatlich; B. Erscheinungen ausserhalb des Buchhandels, zweimonatlich. Seit der Zusammenführung der beiden Serien 1975 erscheint das Schweizer Buch alle zwei Wochen.
Bis 2007 erschienen die Hefte im Verlag des Schweizerischen Buchhändlervereins. 2007 wurde die gedruckte Ausgabe eingestellt. Seit 2007 wird das Schweizer Buch in einer dynamischen Online-Ausgabe und als PDF-Datei publiziert. Die dynamische Ausgabe ist über den Katalog Helveticat der Schweizerischen Nationalbibliothek konsultierbar. Die PDF-Ausgabe erscheint halbmonatlich und wird auf der Website der Schweizerischen Nationalbibliothek publiziert. Der Titel wurde um je einen rätoromanischen und englischen Paralleltitel ergänzt und lautet ab 2007 Das Schweizer Buch = Le Livre suisse = Il libro svizzero = Il cudesch svizzer = The Swiss book.
Das Schweizer Buch besteht ab 2024 aus vier Serien mit unterschiedlichen Erscheinungshäufigkeiten:
- Alle Ressourcen (vierzehntäglich): Hefte Nr. 1–15 und 17–23
- Musiknoten (jährlich): Heft Nr. 16
- Hochschulschriften (jährlich): Heft Nr. 24
- Sonderausgabe (jährlich): Heft Nr. 25

Die im Schweizer Buch veröffentlichten bibliografischen Datensätze werden nach dem internationalen Katalogisierungsregelwerk RDA erstellt. Die Anzeige der bibliografischen Metadaten basiert auf dem internationalen Standard ISBD. Die Normdaten sind gemäss dem GND-Standard erstellt.
Die bibliografischen Einträge sind nach dem Dewey-Dezimalklassifikationssystem (DDC) und den DDC-Sachgruppen des DACH-Raums geordnet.